# Ixchela huasteca
Espèce
Ixchela huasteca est une espèce d'araignées aranéomorphes de la famille des Pholcidae.

## Distribution
Cette espèce est endémique du Mexique. Elle se rencontre dans les États d'Hidalgo, du Querétaro et de San Luis Potosí.

## Description
Le mâle holotype mesure 6,10 mm et la femelle 6,90 mm.

## Étymologie
Son nom d'espèce lui a été donné en référence au lieu de sa découverte, la région de Huasteca.

## Publication originale
- Valdez-Mondragón, 2013 : Taxonomic revision of the spider genus Ixchela Huber, 2000 (Araneae: Pholcidae), with description of ten new species from Mexico and Central America. Zootaxa, no 3608 (5), p. 285-327.